# Buddycom

## 概要
Buddycom（バディコム）は、株式会社サイエンスアーツが開発、提供するノンデスクワーカー向けに特化した音声および映像コミュニケーションツールを提供する製品。クラウド型、オンプレミス型がある。3年連続で出荷社数のシェアNo.1に認定されており、様々な業界で広く利用されている。
航空・鉄道をはじめとし、建設・流通店舗などの業務コミュニケーション基盤として、屋内外問わず24時間365日稼働しており、同時に数千名への一斉連絡を行う大規模ユーザーや、秒単位の細かい指示が必要などの現場で活用されている。

## 特徴
・リアルタイムのコミュニケーション機能:
　音声および映像によるコミュニケーションを支援
・ノンデスクワーカー向け:
　製品は、フィールドワーカーや工場作業員など、オフィス外で働く従業員のニーズに特化
・業界別ソリューション:
　航空、小売、運輸など様々な業界向けに最適化された機能を提供
・IP無線、トランシーバー、インカム等の代わりに、PTTとして利用可：
　タクシー無線等の自営無線やMCA無線との比較は、IP無線を参照

## 主な実績
・大阪・関西万博：運営において重要なコミュニケーションツールとして採用。
・JALエンジニアリング: 航空機メンテナンスの効率化。
・JALスカイ: 空港運営のコミュニケーション強化。
・イオンリテール: 小売業界における従業員コミュニケーションの改善。
・東京無線: 交通管理の効率化。
・良品計画: 小売業における店舗管理の最適化。
・JR東日本: 鉄道運営の安全性向上。
・JR東海: 鉄道の維持管理のコミュニケーション強化。
・マルハン：各店舗における店内・店外での業務コミュニケーション。